# Stand van de zeilen
Iedere koers kent een stand van de zeilen. Koersveranderingen brengen ook een andere stand van de zeilen met zich mee. 
De stand van de zeilen is uiterst belangrijk. De zeilen zorgen voor de voortstuwing. Als deze niet goed zijn afgesteld t.o.v. de wind komt de boot niet of niet goed vooruit. 
De stand van de zeilen berust bij langsgetuigde schepen op twee principes:
- Bij ruime koersen (ruime wind / voor de wind) is het zaak dat met de zeil(-en) zo veel mogelijk wind gevangen wordt.

- Bij koersen Aan de wind en halve wind (en tussen deze koersen in) moet er bij langsgetuigde schepen een optimale luchtstroom langs het (de) zeil(-en) zijn. De zeilen moeten goed getrimd worden om een optimale stand te krijgen.